# Vladimír Werl
Vladimír Werl (20. února 1939, Třebíč – 23. ledna 2015, Třebíč) byl český knihař. Jeho synem je Aleš Werl.

## Biografie
Vladimír Werl se narodil v roce 1939 v Třebíči, jeho otcem byl holič a kadeřník, absolvoval základní školu v Třebíči a následně mezi lety 1955 a 1958 absolvoval učení se tiskařskému řemeslu v Novém Jičíně. Po vyučení nastoupil na pozice knihaře v Komunálních službách a posléze nastoupil do podniku Československá pošta a posléze se vrátil zpět na pozici vedoucího knihařské provozovny Komunálních služeb. V roce 1974 absolvoval soukromou praxi u mistra uměleckého knihařství Jaroslava Doležala z Prahy, v roce 1975 pak knihařství konzultoval u Jindřicha Svobody v Brně a v roce 1976 si založil knihařskou dílnu v Třebíči. V roce 1977 pak získal osvědčení Pracovník umělecké řemeslné práce a v roce 1985 pak získal osvědčení Mistr umělecké řemeslné práce. Mezitím však působil stále jako vedoucí knihařského oddělení Komunálních služeb, v roce 1984 odešel na pozici knihaře v podniku BOPO, kde pracoval do roku 1993, posléze do roku 1999 pracoval jako knihař na Katastrálním úřadu a od roku 2000 působil už pouze ve vlastní dílně.
V roce 1973 založil tradiční výstavu Umělecká knižní vazba, ta se později opakovala již jako trienále umělecké knižní vazby – obě akce proběhly v Třebíči. Trienále se později opakovaně uskutečnilo i v jiných městech. V roce 1985 byl oceněn čestným uznáním na 5. trienále knižní vazby, v roce 1989 získal hlavní cenu na výstavě Užitá tvorba v Otrokovicích, v roce 2001 získal Plaketu k výročí založení třebíčského kláštera, roku 2004 získal cenu Ludvíka Bradáče a v roce 2010 získal cenu města Třebíče. Byl členem Společenstva českých knihařů a členem Spolku výtvarných umělců Vysočiny.

## Výstavy

### Samostatné
- 1977, Náměšť nad Oslavou
- 1979, Městská osvětová beseda, Moravské Budějovice
- 1979, Okresní kulturní středisko, Třebíč
- 1980, Městské muzeum a galerie, Dačice
- 1983, Třebíč (beseda a výstava s Josefem Kremláčkem)
- 1984, Třebíč (s Vlastimilem Tomanem)
- 1984, Třebíč, (beseda a výstava s Josefem Kremláčkem)
- 1985, Kulturní a vzdělávací zařízení, Třebíč
- 1985, Jedenáctiletka, Třebíč
- 1986, Obecní knihovna, Bory
- 1986, Okresní knihovna, Zlín
- 1986, Muzeum silnic a dálnic, Velké Meziříčí (Vladimír Werl: Knižní vazby)
- 1987, ZŠ Náměstí Osvobození (Beseda a výstava)
- 1988, kulturní klub, Brtnice
- 1989, Dům kultury, Jihlava
- 1989, výstavní síň Domu kultury, Adamov
- 1998, Fond Třebíč, Třebíč (Vladimír Werl: Knižní vazby)
- 1998, Malinův dům, Havlíčkův Brod, (Vladimír Werl: Umělecká knižní vazba)
- 1999, Západomoravské muzeum, Třebíč
- 1999, kulturní dům, Rokytnice nad Rokytnou
- 2000, Městské muzeum a galerie, Dačice
- 2000, Muzeum, Prachatice
- 2001, Žďár nad Sázavou (s Josefem Kremláčkem)
- 2001, muzeum, Frýdek-Místek
- 2003, Domov důchodců Koutkova, Třebíč
- 2003, Katolické gymnázium, Třebíč
- 2005, Knihovna Gustava Mahlera, Jihlava
- 2006, Knihovna, Polička
- 2006, Knihovna, Hrotovice
- 2006, Galerie, Moravský Krumlov
- 2007, Krajský úřad, Jihlava
- 2008, Památník písemnictví na Moravě, Rajhrad
- 2008, Knihovna, Kuřim
- 2008, Knihovna, Rosice
- 2009, Zadní synagoga, Třebíč (Vladimír Werl: Umělecká knižní vazba)
- 2019, Výstavní síň Předzámčí, Třebíč, (Vladimír Werl: Umělecká knižní vazba)

### Skupinové
- 1976 II. trienále umělecké knižní vazby, Třebíč
- 1982, Dům pánů z Kunštátu, Brno (4. trienále umělecké knižní vazby Brno 1982)
- 1989, Výstavní síň KDJF Adamov u Brna, Adamov (Vlastimil Toman: Obrazy - kresby - grafika, Vladimír Werl: Umělecká knižní vazba)
- 1992, výstava s účastí autorů z regionu, Třebíč
- 1992, Tvůrčí činnost junáků, Třebíč
- 1993, Umělecká knižní vazba (celostátní výstava se zahraniční účastí)
- 1995, Kroměříž (VIII. trienále umělecké knižní vazby)
- 1997, Martin (2. bienále grafiky a umělecké knižní vazby)
- 1998, Kroměříž (IX. trienále umělecké knižní vazby)
- 1998, Dolný Kubín (výstava z 2. bienále grafiky a umělecké knižní vazby)
- 1998, Bratislava (výstava z 2. bienále grafiky a umělecké knižní vazby)
- 1999, Třebíč (výstava umělecké knižní vazby)
- 1999, Městské muzeum, Zlín
- 2000, Martin a Trenčín (III. bienále grafiky a umělecké knižní vazby)
- 2000, Kroměříž (X. trienále)
- 2001, Moravské muzeum, Brno
- 2003, Jupiter club, Velké Meziříčí (Euroterapie)
- 2003 Zámek, Jaroměřice nad Rokytnou
- 2004, Galerie KRUH, Znojmo (Euroterapie)
- 2004, Zámostí – Galerie Kruh, Třebíč (Euroterapie)
- 2004, Galerie Konírna, Moravské Budějovice
- 2004, Brandýs nad Labem (XI. Trienále umělecké knižní vazby)
- 2004, Amaliendorf – Aalfang
- 2004, Drosendorf
- 2004, Brno - knihovna, Pražákův palác (Svět knihy)
- 2004, Muzeum Vysočiny Třebíč, Společenstvo Českých knihařů (Svět knihy)
- 2005, Synagoga, Třebíč (Skauti Třebíčska)
- 2005, Moravská galerie, Brno
- 2005, Jupiter club, Velké Meziříčí
- 2005, Muzeum a Galerie, Vodňany
- 2005, Městské muzeum, Pelhřimov (SVU Vysočiny)
- 2006, Galerie Čertův ocas, Mohelno
- 2006, Knihovna Znojemská, Jihlava
- 2007, Muzeum Vysočiny Třebíč
- 2007, MěKs, Jaroměřice nad Rokytnou
- 2007, Galerie Čertův ocas, Mohelno
- 2007, Národní muzeum, Praha (XII. trienále)
- 2008, Muzeum Prostějovska, Prostějov
- 2008, Galerie Čertův ocas, Mohelno
- 2008, Památník písemnictví, Rajhrad
- 2012, Galerie Malovaný dům, Třebíč (Třebíčské ozvěny)